# Unterbringung (Deutschland)
Die Unterbringung bedeutet in Deutschland die Einweisung in eine geschlossene Abteilung einer psychiatrischen Klinik oder eine Entzugsklinik ohne oder gegen den Willen des Betroffenen. Eine ärztliche Untersuchung, Heilbehandlung oder ein ärztlicher Eingriff darf dort unter bestimmten Voraussetzungen auch ohne Einwilligung des Betroffenen vorgenommen werden (ärztliche Zwangsmaßnahme). Wenn der Abwehr von Gefahren für andere Personen mit der freiheitsentziehenden Unterbringung begegnet werden kann, rechtfertigt dies eine Behandlung gegen den Willen eines nicht einsichtsfähigen Untergebrachten nur aufgrund einer klaren und bestimmten gesetzlichen Regelung (BVerfG 2 BvR 882/09 Rn. 46).

## Rechtliche Grundlagen
Es gibt in Deutschland drei rechtliche Arten der Unterbringung:
1. die zivilrechtliche nach dem § 1831 BGB sowie bei Minderjährigen nach § 1631b BGB zum Wohl eines Betreuten oder Minderjährigen;
2. die öffentlich-rechtliche wegen einer Gefährdung der öffentlichen Sicherheit nach den Gesetzen für psychisch Kranke der einzelnen Bundesländer und
3. die aufgrund einer strafgerichtlichen Verurteilung oder eines strafrechtlichen Sicherungsverfahrens angeordnete, die in einer Anstalt des Maßregelvollzugs vollstreckt wird.

Sobald und soweit psychische Störungen Grund einer Zwangseinweisung sind, sind die genannten rechtlichen Grundlagen anzuwenden.
Ferner können Polizeibehörden Personen bei Gefahr im Verzuge auch nach den Sicherheits- und Ordnungsgesetzen oder Gefahren-Abwehrgesetzen der Länder festhalten. In fast allen Ländern und Regionen werden auf diese Weise Personen, die psychisch auffällig erscheinen, noch auf der Polizeiwache einem Notarzt oder je nach Verfügbarkeit der Dienste einem Psychiater vorgestellt. In einzelnen Regionen bringen Polizeibeamte Betroffene gleich in eine psychiatrische Klinik und ersuchen dort, das weitere Verfahren einzuleiten.
Die „zwangsweise Zurückhaltung“ erfolgt, wenn eine bis dahin freiwillige Behandlung nicht mehr durchgehalten werden kann, der Patient aber stark gefährdet erscheint und die Klinik verlassen will. Gleiches gilt, wenn ein Patient die Klinik verlassen hat und Anzeichen für eine akute Gefahr eines Suizides bestehen. Die Polizei wird dann gebeten, nach dem Patienten zu suchen. Diese Schritte können sowohl unter Anwendung der Länder-Unterbringungsgesetze mit sofortiger Wirkung als auch auf betreuungsrechtlicher Grundlage vollzogen werden.

### Zivilrechtliche Unterbringung nach dem BGB
Betreuungsrechtliche Unterbringungen nach § 1831 Abs. 1 und 2 BGB können Zwangseinweisungen bewirken, wenn der rechtliche Betreuer hierfür zuständig ist. Der Betroffene wird dann mit Genehmigung des Betreuungsgerichtes von seinem Betreuer untergebracht. Voraussetzung ist, dass die Unterbringung zum Wohl des Betreuten erforderlich ist, weil
1. auf Grund einer psychischen Krankheit oder geistigen oder seelischen Behinderung des Betreuten die Gefahr besteht, dass er sich selbst tötet oder erheblichen gesundheitlichen Schaden zufügt, oder
2. zur Abwendung eines drohenden erheblichen gesundheitlichen Schadens eine Untersuchung des Gesundheitszustands, eine Heilbehandlung oder ein ärztlicher Eingriff notwendig ist, die Maßnahme ohne die Unterbringung des Betreuten nicht durchgeführt werden kann und der Betreute auf Grund einer psychischen Krankheit oder geistigen oder seelischen Behinderung die Notwendigkeit der Unterbringung nicht erkennen oder nicht nach dieser Einsicht handeln kann.

Ärztliche Zwangsmaßnahmen sind von der gerichtlichen Genehmigung zur Unterbringung nicht umfasst. Sie sind von der Unterbringung entkoppelt, unterliegen besonderen Voraussetzungen und sind mittlerweile in § 1832 BGB speziell geregelt.
Die Unterbringung durch einen Bevollmächtigten ist möglich, wenn diesem in einer Vorsorgevollmacht die Befugnis zur freiheitsentziehenden Unterbringung ausdrücklich eingeräumt wurde (§ 1906 Abs. 5 BGB).
Eine Unterbringung eines Erwachsenen nach diesen Bestimmungen ist allerdings immer nur bei Eigengefährdung des Betroffenen möglich, wegen einer Lebens- oder erheblichen Gesundheitsgefahr (erhebliche Selbstgefährdung). Der typische Fall ist die Suizidgefahr. Eine erhebliche Gefahr sehen manche Gerichte auch bei Drohen der Chronifizierung einer Schizophrenie oder Manie mit dem damit verbundenen Persönlichkeitsabbau. Das Bundesverfassungsgericht führt dazu aus:
„Die Freiheit der Person ist ein so hohes Rechtsgut, daß sie nur aus besonders gewichtigem Grund angetastet werden darf (vgl. BVerfGE 45, 187 (223)). Die Einschränkung dieser Freiheit ist daher stets der strengen Prüfung am Grundsatz der Verhältnismäßigkeit zu unterziehen. (…) Die von den behandelnden Ärzten des Klinikums geäußerte Einschätzung, das Wahnsystem des Beschwerdeführers drohe sich zu verfestigen, rechtfertigt demgegenüber allein die Annahme einer Gefahr, die keinen Aufschub duldet, nicht. Das gilt vor allem auch darum, weil die Ärzte eine Selbst- oder Fremdgefährdung nicht feststellen konnten.“
Allein wegen einer medizinischen Behandlungsbedürftigkeit, deren Notwendigkeit der Betroffene krankheitsbedingt nicht erkennen oder nicht danach handeln kann, darf also nicht zwangsweise untergebracht werden.
Wegen einer Vermögensgefährdung kann man auch nicht untergebracht werden.
Wenn durch die Krankheit extreme Zustände (z. B. Leben zwischen eigenen Fäkalien) geschaffen werden, die nach allen Wertungen menschenunwürdig sind, darf vermutlich untergebracht werden. Wegen des erheblichen Eingriffes in die grundgesetzlich garantierte Freiheit (Art. 2 Grundgesetz) ist die Verhältnismäßigkeit immer besonders zu beachten, d. h., dass die Wahrscheinlichkeit eines Schadenseintritts für den Betreuten gegeben sein muss; die bloße Möglichkeit reicht nicht aus. Manche Gerichte bejahen bei einer eigentlichen Fremdgefährdung wegen möglicher Verteidigungsreaktionen anderer eine Eigengefährdung. Bei erheblicher Fremdgefährdung kann aber nach PsychKG untergebracht werden.
Es reicht sicher nicht jede Gesundheitsgefährdung aus. Mögliche Gründe sind z. B. die durch psychische Krankheit bedingte Verweigerung lebensnotwendiger Medikamente oder Nahrung, das regelmäßige und planlose Umherirren im Straßenverkehr oder die notwendige Entgiftungsphase nach Drogen- oder Alkoholmissbrauch (im Gegensatz dazu die nachfolgende Entwöhnungsbehandlung, die kein Unterbringungsgrund ist). Auch hier ist stets die Frage alternativer Versorgungs- und Behandlungsmöglichkeiten sowie der zu erwartenden negativen Auswirkungen der Unterbringung im Vergleich zum möglichen Heilerfolg zu prüfen.
Soll die Unterbringung zum Zwecke einer Heilbehandlung erfolgen, ist stets zu fragen, ob der Betroffene bezüglich der ärztlichen Behandlung einwilligungsfähig ist, er also Bedeutung und Tragweite des Eingriffs zu erkennen und seinen Willen danach zu bestimmen vermag. Ist dies der Fall, ist der Betroffene mit der Behandlung aber nicht einverstanden, so ist eine Unterbringung zur Erzwingung dieser Einsicht in jedem Fall unzulässig.
Im Übrigen kommt eine Unterbringung nicht in Betracht, wenn die vorgesehene Behandlung keinen hinreichenden Erfolg verspricht, z. B. eine Alkoholentziehungskur gegen den Willen des Betreuten.
Minderjährige können zivilrechtlich gemäß § 1631b BGB untergebracht werden. Die Entscheidung darüber obliegt dem Familiengericht.

### Öffentlich-rechtliche Unterbringung nach den Landesgesetzen über die Unterbringung psychisch kranker Personen
Sofort wirksame Zwangseinweisungen erfolgen fast immer öffentlich-rechtlich nach den in jedem Bundesland bestehenden Landesgesetzen über Hilfen und Schutzmaßnahmen für psychisch Kranke (Psychisch-Kranken-Gesetze, PsychKG). Diese enthalten wie in vergleichbaren westlichen Ländern Bestimmungen für Sofortmaßnahmen durch die Verwaltungsbehörden. Voraussetzung ist immer mindestens ein aktuelles ärztliches Zeugnis. Inhaltlich werden Selbst- oder Fremdgefährdungen vorausgesetzt, die durch die psychische Störung bedingt sind und anders nicht abgewendet werden können.
Die Unterbringung erfolgt primär aufgrund eines Beschlusses des jeweils zuständigen Amtsgerichts. In der Regel werden die Gerichte dabei auf Antrag einer dafür zuständigen Verwaltungsbehörde (Kreisbehörde, Landratsamt) tätig. In der Regel sind das Gesundheitsämter. Die öffentliche Sicherheit ist gefährdet, wenn Rechtsgüter anderer Personen bedroht sind (Fremdgefährdung), aber auch Rechtsgüter des Betroffenen (Eigengefährdung). Bei der Fremdgefährdung müssen aber bedeutende Rechtsgüter (körperliche Unversehrtheit, Leib und Leben) anderer erheblich gefährdet sein, ruhestörender Lärm oder kleinere Vermögensdelikte scheiden aus.
Nur dann, wenn das Gericht nicht schnell genug entscheiden kann, kommt eine sogenannte „vorläufige Unterbringung wegen Gefahr im Verzug“ durch die Gesundheitsämter selbst in Betracht: Die Gesundheitsämter können nach den meisten Landesgesetzen (z. B. Gesetz über die Unterbringung psychisch Kranker und deren Betreuung in Bayern Art. 10 Abs. 2) – soweit kein Richter erreichbar ist – bei Gefahr im Verzuge den Betroffenen in die Psychiatrie schaffen – erforderlichenfalls mit Unterstützung von Polizeibeamten, falls der Betroffene Widerstand leistet. In jedem Fall müssen die Gesundheitsämter jedoch unverzüglich das jeweils zuständige Amtsgericht von der Maßnahme benachrichtigen. Folgt bis zum Ende des auf die Unterbringung folgenden Tages kein gerichtlicher Beschluss, ist der Betroffene zu entlassen (Art. 104 GG).
Voraussetzung für eine Unterbringung nach den oben genannten Landesgesetzen über die Unterbringung psychisch kranker Personen ist immer, dass tatsächlich eine schwerwiegende psychische Krankheit festgestellt wird und dass weiter aufgrund dieser Krankheit Gefahren für die öffentliche Sicherheit entstehen. Gewalt in der Ehe aus Wut, Frust, Rache oder Enttäuschung reichen auch dann nicht aus, wenn ganz erhebliche Gefahren entstehen, so z. B. wenn sich Ehegatten umbringen wollen. Denn in diesen Fällen liegt zwar möglicherweise eine Gefährdung der öffentlichen Sicherheit vor, jedoch keine psychische Krankheit. Hieraus folgt jedoch nicht, dass die Polizei in diesen Fällen nicht eingreifen könnte: abhängig vom Einzelfall kann durchaus z. B. eine Ingewahrsamnahme in der nächstgelegenen Polizeiwache nach den jeweiligen Landesgesetzen über die Aufrechterhaltung der öffentlichen Sicherheit und Ordnung in Betracht kommen. Auch in diesem Fall müsste jedoch unverzüglich ein Richter hinzugezogen werden.

### Strafrechtliche Unterbringung
Zwangsweise Einweisungen psychisch oder suchtkranker Straftäter erfolgen auf Grund strafrechtlicher Bestimmungen im einstweiligen Verfahren nach § 126a StPO und materiell rechtlich nach den § 63 und § 64 StGB (vgl. Maßregelvollzug).
Die strafrechtliche Unterbringung ist möglich (§ 63 StGB), wenn ein psychisch kranker Straftäter weitere erhebliche Straftaten zu begehen droht und schuldunfähig (§ 20 StGB) ist. Diese Freiheitsentziehung erfolgt aufgrund strafgerichtlicher Entscheidung im Rahmen des Maßregelvollzugs. Die Unterbringung im strafrechtlichen Verfahren kann dabei bereits vor Abschluss des Erkenntnisverfahrens einstweilig unter den Voraussetzungen des § 126a StPO angeordnet werden. Ansonsten wird sie am Ende der Hauptverhandlung unter den Voraussetzungen des § 63 bzw. § 64 StGB von der Großen Strafkammer des zuständigen Landgerichts angeordnet. Es gelten Verfahrensvorschriften der Strafprozessordnung.
Die Unterbringung ist zu unterscheiden von der Sicherungsverwahrung nach § 66 StGB.

## Unterbringungsverfahren
Für Unterbringungen nach dem BGB und den Landesgesetzen für psychisch Kranke ist im FamFG ein Unterbringungsverfahren beim Amtsgericht/Betreuungsgericht geregelt worden.

## Freiheitsentziehung
Da eine Unterbringung gegen den Willen des Betroffenen eine freiheitsentziehende Maßnahme darstellt, setzt sie gem. Art. 104 Abs. 2 GG eine richterliche Entscheidung voraus (Richtervorbehalt).
Eine Freiheitsentziehung liegt vor, wenn eine dieser Bedingungen gegeben ist:
- Der Betroffene wird auf einem beschränkten Raum festgehalten.
- Sein Aufenthalt wird ständig überwacht.
- Die Kontaktaufnahme mit Personen außerhalb wird durch Sicherungsmaßnahmen verhindert.
- Bettgitter oder Gurte sind angebracht worden.[5][6]
- Einsatz von Sedierung, d. h. stark beruhigender oder dämpfender Medikamente

## Zahlen
Erstmals gesetzlich geregelt wurde die Unterbringung und Behandlung von psychiatrischen Patienten (von „Dollsinnigen“) 1743 durch einen Erlass des Fürstbischofs Friedrich Karl von Schönborn-Buchheim im Bistum Würzburg.
Die Anzahl der Unterbringungsverfahren je 1000 Einwohner im Jahr 2005 lag je nach Bundesland zwischen 0,3 und 3,88. Im Jahr 2008 wurden in Deutschland 280 Personen je 1 Million Einwohner untergebracht, davon 86 nach PsychKG, 19 nach § 1846 BGB und 175 nach § 1906 BGB.
Im Jahr 2009 wurden von 114.578 Verfahren über unterbringungsähnliche Maßnahmen im Sinne von § 1906 Abs. 4 BGB 96.062 genehmigt und 7.516 abgelehnt; von 56.011 Verfahren über eine Unterbringung nach § 1906 Abs. 1 und 2 BGB wurden 54.131 genehmigt und 1.880 abgelehnt. 1992 wurden im Sinne von § 1906 BGB insgesamt etwa 20.000 Genehmigungen ausgesprochen.
In Statistiken werden auch Situationen als Zwangseinweisung gezählt, bei denen Personen in einer psychiatrischen Klinik notfallmäßig auf einer geschlossenen Station zurückgehalten werden.
Im Jahr 2015 wurden bundesweit insgesamt 116.591 Unterbringungen und unterbringungsähnliche Maßnahmen nach § 1906 BGB durch die Betreuungsgerichte genehmigt. 6. 478 Personen waren nach § 63 StGB in einem psychiatrischen Krankenhaus untergebracht. 84.677 Verfahren betrafen eine öffentlich-rechtliche Unterbringungen nach den Psychisch-Kranken-Gesetzen der Länder.

## Aktuelle Diskussionsfelder

### UN-Behindertenrechtskonvention
Die am 26. März 2009 auch in Deutschland in Kraft getretene UN-Behindertenrechtskonvention steht möglicherweise zu den Psychisch-Kranken- und Unterbringungsgesetzen der Länder im deutlichen Widerspruch.
Mehrere Organisationen fordern eine Änderung der Gesetze und haben entsprechende Stellungnahmen insbesondere zu Artikel 12, 14 und 17 abgegeben.

### „Freiheit zur Krankheit“ / Zwangsbehandlung
Wenn die Abwehr von Gefahren für andere Personen mit der freiheitsentziehenden Unterbringung begegnet werden kann, rechtfertigen dies keine Behandlung gegen den freien, mutmaßlichen oder den in einer Patientenverfügung festgelegten Willen (BVerfG 2 BvR 882/09 Rn. 46).
Bezüglich der ärztlichen Behandlung hat das Bundesverfassungsgericht (BVerfG) schon 1981 klargestellt, dass Betreute in gewissen Grenzen ein Recht auf „Freiheit zur Krankheit“ haben. Inzwischen wurden die Grenzen der „Freiheit zur Krankheit“ durch andere höchstrichterlichen Beschlüsse des Bundesverfassungsgerichts und des Bundesgerichtshofs (BGH) weitgehend benannt. Eine ambulante Zwangsbehandlung ist nicht erlaubt. Eine stationäre Zwangsbehandlung ist bei einem nicht-einwilligungsfähigen Patienten bei erheblicher Selbst- oder Fremdgefährdung nach dem Maßstab der Verhältnismäßigkeit (§ 34 StGB) gestattet. Eine drohende Verfestigung einer Erkrankung rechtfertigt allein eine Zwangsbehandlung nicht. Die Interpretation der Beschlüsse legt nahe, dass eine Zwangsbehandlung dann erlaubt ist, wenn klar ist, dass der Patient im Nachhinein, wenn er also wieder einwilligungsfähig ist, der Behandlung zustimmt. Ferner ist eine Zwangsbehandlung immer auch dann erlaubt, wenn eine erhebliche Gefahr für Mitpatienten oder das Krankenhauspersonal nicht mit milderen Mitteln abzuwenden ist (§ 32 StGB; § 34 StGB). Eine ambulante Zwangsbehandlung Betreuter außerhalb der Unterbringung (wie beispielsweise zwangsweise Depotspritzen beim behandelnden Psychiater) ist nach der Rechtsprechung des Bundesgerichtshofes unzulässig.
Nach dem Bericht des UN-Sonderberichterstatters für Folter und andere grausame, unmenschliche oder erniedrigende Behandlung oder Strafe, Juan E. Méndez ist jede Zwangsbehandlung, die nicht der Abwendung eines akuten lebensbedrohlichen Zustands dient, nach der UN-BRK, die in den Staaten, die sie ratifiziert haben Gesetzesstatus hat, untersagt und zwar unabhängig davon, ob der Betroffene einwilligungsfähig ist oder nicht.
- siehe auch: Zwangsbehandlung

### Unterbringung und Patientenverfügung
Wenn in einer Patientenverfügung Festlegungen für ärztliche Maßnahmen (Behandlung oder Nicht-Behandlung) in bestimmten Situationen enthalten sind, sind diese verbindlich, wenn durch diese Festlegungen der Wille des Betreuten für eine konkrete Behandlungssituation eindeutig und sicher festgestellt werden kann (§ 1901a BGB). Die Ärztin oder der Arzt und der Betreuer oder Bevollmächtigte müssen eine derart verbindliche Patientenverfügung beachten. Die Missachtung des Patientenwillens, also eine Zwangsbehandlung, kann als Körperverletzung strafbar sein (siehe dort: Abschnitt „Der ärztliche Heileingriff“). Denn jede Behandlung ist immer ein Eingriff in das in Art. 2 Abs. 2 GG garantierte Grundrecht auf körperliche Unversehrtheit. Eine Unterbringung und Zwangsbehandlung bei Fremdgefährdung lässt sich durch ein psychiatrisches Testament nicht verhindern.

### Wirksamkeit
Es fehlt an empirischer Evidenz für eine anti-suizidale Wirkung von Zwangsunterbringungen. Eine norwegische Studie konnte keinerlei positive Effekte von Zwangsunterbringungen feststellen, eine amerikanische fand einen solchen Effekt nur bei Personen, die kurze Zeit vorher einen Suizidversuch unternommen hatten. Möglicherweise verursachen diese Unterbringungen mehr Suizide als sie verhindern.

### Bücher / Kommentare
- allgemein:
  - Bauer / Birk / Klie / Rink: Betreuungs- und Unterbringungsrecht (Loseblattkommentar).
  - Bohnert: Unterbringungsrecht. ISBN 3-406-47174-9.
  - Coeppicus: Sachfragen des Betreuungs- und Unterbringungsrechts. ISBN 3-170-16333-7.
  - Deinert/Jegust: Das Recht der psychisch Kranken (Textsammlung). 2. Auflage. ISBN 3-887-84993-0.
  - Kopetzki: Grundriss des Unterbringungsrechts (f. Österreich). ISBN 3-211-82890-7.
  - Marschner / Volckart / Lesting: Freiheitsentziehung und Unterbringung. 5. Auflage. C.H. Beck, München 2010, ISBN 978-3-406-60554-3.
  - Probst: Betreuungs- und Unterbringungsverfahren. Berlin 2005, ISBN 3503087451.
  - Winzen: Zwang. Was tun gegen Betreuung und Unterbringung? ISBN 3-928-31608-7.

- Landesrecht:
  - Zimmermann: Bayerisches Unterbringungsgesetz, 2009.
  - Zimmermann: Unterbringungsgesetz Baden-Württemberg, 2003.
  - Zimmermann: Thüringer PsychKG, 1994.

### Zeitschriftenbeiträge
- Georg Dodegge: Die Entwicklung des Betreuungsrechts bis Anfang Juni 2010. NJW 2010, S. 2628. (Anm.: Dies ist eine – bereits seit mehreren Jahren bestehende – fortlaufende Aufsatzreihe in der NJW. Der neueste Aufsatz nimmt dabei immer Bezug auf den jeweiligen Vorgänger.)
- Andreas Jurgeleit: Rechtsprechungsübersicht zum Betreuungs- und Unterbringungsrecht. FGPrax 2008, S. 139, 185.
- Rolf Marschner: Zivilrechtliche und öffentlich-rechtliche Unterbringung. BtPrax 2006, S. 125.
- Peter Müller: Zum Recht und zur Praxis der betreuungsrechtlichen Unterbringung. BtPrax 2006, S. 123.
- Andrea Tietze: Zwangsbehandlungen in der Unterbringung. BtPrax 2006, S. 135.